# Mörttjärnarna (Arvidsjaurs socken, Lappland, 728787-164870)
Mörttjärnarna är en sjö i Arvidsjaurs kommun i Lappland och ingår i Byskeälvens huvudavrinningsområde. Sjön har en area på 0,299 kvadratkilometer och ligger 369,4 meter över havet.

## Delavrinningsområde
Mörttjärnarna ingår i det delavrinningsområde (728659-164506) som SMHI kallar för Inloppet i Stenträsket. Medelhöjden är 398 meter över havet och ytan är 42,55 kvadratkilometer. Räknas de 17 avrinningsområdena uppströms in blir den ackumulerade arean 361,89 kvadratkilometer. Långträskälven som avvattnar avrinningsområdet har biflödesordning 2, vilket innebär att vattnet flödar genom totalt 2 vattendrag innan det når havet efter 155 kilometer. Avrinningsområdet består mestadels av skog (87 procent). Avrinningsområdet har 1,47 kvadratkilometer vattenytor vilket ger det en sjöprocent på 5,8 procent.